# Природно-заповідний фонд Котелевського району
Природно-заповідний фонд колишнього Котелевського району становив 18 об'єктів ПЗФ (10 заказників, 4 пам'ятки природи, 3 заповідних урочища та 1 парк-пам'ятка садово-паркового мистецтва). З них 1 — загальнодержавного значення («Ковпаківський лісопарк»). Загальна площа ПЗФ — 1858,12 га.

## Об'єкти

### Природні об'єкти

#### Заказники
| Назва об'єкта           | Тип, категорія, значення                   | Рік створення | Площа (га) | Місцезнаходження | Зображення |
| ----------------------- | ------------------------------------------ | ------------- | ---------- | --- | ---------- |
| «Борівський»            | Заказник ботанічний місцевого значення     | 1979          | 50         | між селами Милорадове і Матвіївка, Борівське л-во, кв. 87, 88 вид. 1-4, 7                                                             |            |
| «Великий і Малий лиман» | Заказник ландшафтний місцевого значення    | 2003          | 383,1      | околиці с. Борівське, між селами Милорадове та Гетьманка, Борівське лісництво, кв. 57-61, 69-71, 77 (вид. 13), 78 (без вид. 14),79,86 |            |
| «Дубове»                | Заказник гідрологічний місцевого значення  | 1982          | 40         | смт Котельва |            |
| «Лабурівський»          | Заказник орнітологічний місцевого значення | 1994          | 50         | с. Лабурівка, неподалік гирла р. Мерла                                                                                                |            |
| «Любка»                 | Заказник гідрологічний місцевого значення  | 1993          | 67         | с. Любка |            |
| «Малорублівський»       | Заказник гідрологічний місцевого значення  | 1993          | 222        | між селами Мала Рублівка та Мар'їне                                                                                                   |            |
| «Підварівський»         | Заказник ботанічний місцевого значення     | 1993          | 35,4       | с. Підварівка, Руднянське лісництво, кв. 4 вид. 7, кв. 5 вид. 7, кв. 13 вид. 3, кв. 14 вид. 1                                         |            |
| «Приворсклянський»      | Заказник ботанічний місцевого значення     | 1989          | 10         | біля с. Матвіївка, Борівське лісництво, кв. 55 вид. 2                                                                                 |            |
| «Садочки»               | Заказник ландшафтний місцевого значення    | 1993          | 300        | с. Діброва |            |
| «Скоробір»              | Заказник ботанічний місцевого значення     | 1993          | 2          | с. Більськ, по межі із Зіньківським районом                                                                                           |            |

#### Пам'ятки природи
| Назва об'єкта     | Тип, категорія, значення                       | Рік створення | Площа (га) | Місцезнаходження                              | Зображення |
| ----------------- | ---------------------------------------------- | ------------- | ---------- | --------------------------------------------- | ---------- |
| «Барвінкова гора» | Пам'ятка природи ботанічна місцевого значення  | 1995          | 15         | Котелевське лісництво, кв. 40 вид. 13, 15, 16 |            |
| «Дуб черешчатий»  | Пам'ятка природи ботанічна місцевого значення  | 1975          | 0,02       | с. Деревки, територія кладовища               |            |
| «Розрита могила»  | Пам'ятка природи комплексна місцевого значення | 1994          | 2,6        | біля а/д на с. Лихачівку                      |            |
| Урочище «Дуби»    | Пам'ятка природи ботанічна місцевого значення  | 1993          | 1          | Шосте поле кормової сівозміни господарства    |            |

#### Заповідні урочища
| Назва об'єкта | Тип, категорія, значення             | Рік створення | Площа (га) | Місцезнаходження                                           | Зображення |
| ------------- | ------------------------------------ | ------------- | ---------- | ---------------------------------------------------------- | ---------- |
| «Зіньківщина» | Заповідне урочище місцевого значення | 1992          | 45         | смт Котельва, Котелевське лісництво, кв. 10                |            |
| «Колода»      | Заповідне урочище місцевого значення | 1992          | 139        | між смт Котельва і с. Деревки, Котелевське л-во, кв. 67-70 |            |
| «Крупицьке»   | Заповідне урочище місцевого значення | 1992          | 300        | околиці с. Деревки, Опішнянське л-во, кв. 108—112          |            |

### Штучно створені об'єкти

#### Парк-пам'ятка садово-паркового мистецтва
| Назва об'єкта            | Тип, категорія, значення                                             | Рік створення | Площа (га) | Місцезнаходження | Зображення |
| ------------------------ | -------------------------------------------------------------------- | ------------- | ---------- | --- | ---------- |
| «Ковпаківський лісопарк» | Парк-пам'ятка садово-паркового мистецтва загальнодержавного значення | 1975          | 196        | західна околиця смт Котельва, Котелевське лісництво, кв. 40 вид. 16, 19; кв. 42 вид. 4-7, 17; кв. 47 вид. 5, 16-33; кв. 48 вид. 5-12; кв. 49 вид. 1-8; кв. 52 вид. 2, 3, 8-19; кв. 54 вид. 1-8; кв. 55 вид. 6-8, 11, 13, 14 |            |